# Xã Hartford, Quận Iowa, Iowa
Xã Hartford (tiếng Anh: Hartford Township) là một xã thuộc quận Iowa, tiểu bang Iowa, Hoa Kỳ. Năm 2010, dân số của xã này là 1.294 người.